# 호다다드 아지지
호다다드 아지지(1971년 6월 22일 ~ , 페르시아어: خداداد عزیزی)는 이란의 전 축구 선수이자 현 축구 감독이다. 1996년 AFC 아시안컵과 1998년 FIFA 월드컵, 2000년 AFC 아시안컵에서 이란 대표로 출전하였으며 1996년 아시아 올해의 축구 선수와 아시안컵 대회 MVP로 선정되었다.
| 이전 미우라 가즈요시 | 제4대 AFC 아시안컵 MVP 1996년 | 다음 나나미 히로시 |